# Calvin S. Hall
Calvin Springer Hall, Jr. (18 ianuarie 1909 – 4 aprilie 1985), cunoscut sub numele de Calvin S. Hall, a fost un psiholog american care a efectuat studii în domeniul analizei și interpretării viselor. El a început realizarea de cercetări sistematice asupra viselor în 1940 și a scris mai multe cărți, printre care A Primer of Freudian Psychology și A Primer of Jungian Psychology, și a dezvoltat sistemul de codificare cantitativă. Cercetările lui Hall asupra temperamentului și a geneticii comportamentale au acum doar o valoare istorică, dar au fost folosite la elaborarea studiilor științifice și a teoriilor de astăzi.

## Studii
Hall s-a născut în Seattle, Washington. A studiat psihologia mai întâi la Universitatea din Washington, ca student, lucrând cu un bine-cunoscut behaviorist, Edwin Guthrie. S-a transferat la Universitatea din Berkeley în ultimul său an din cauza opoziției sale față de cursul obligatoriu de pregătire militară de la Washington. La Berkeley a studiat cu profesorul behaviorist, Edward Tolman, și a obținut licența în 1930, continuându-și studiile cu Tolman și Robert Tryon și luându-și doctoratul în 1933.

## Realizări
Din 1935 până în 1975, Hall a fost „unul dintre cele mai creativi și mai cunoscuți psihologi din Statele Unite”. El a efectuat cercetări cu privire la moștenirea emoționalității la șobolani și a descoperit că o singură genă dominantă a condus la traumatisme acustice într-o tulpină congenitală a șoarecilor. Prin această lucrare, el a adus contribuții majore la studierea temperamentului și a geneticii comportamentale. Capitolul său din „Handbook of Experimental Psychology” (1951) este considerat „una dintre expunerile fondatoare ale geneticii comportamentale moderne”.

## Scrieri
| An   | Titlu | Subiect |
| ---- | --- | --- |
| 1938 | „The Inheritance of Emotionality”, Sigma Xi Quarterly, 26, 17-27                                                            | temperamentul animalului |
| 1947 | „Genetic Differences in Fatal Audiogenetic Seizures between Two Inbred Strains of House Mice”, Journal of Heredity, 38, 2-6 | bazele genetice ale crizelor șoarecilor                                                                                        |
| 1949 | „The Genetics of Audiogenetic Seizures in the House Mouse”, Journal of Comparative and Physiological Psychology, 42, 58-63  | bazele genetice ale crizelor șoarecilor                                                                                        |
| 1951 | „The Genetics of Behavior”, The Handbook of Experimental Psychology, editat de S. S. Stevens                                | temperament și genetică |
| 1947 | „Diagnosing Personality by the Analysis of Dreams”, Journal of Abnormal and Social Psychology, 42, 68-79                    | primul articol important despre vise                                                                                           |
| 1951 | „What People Dream About”, Scientific American, 184, 60-63                                                                  | primul raport referitor la constatările cantitative                                                                            |
| 1951 | Handbook of Experimental Psychology                                                                                         | Hall a fost autorul unui capitol                                                                                               |
| 1953 | „A Cognitive Theory of Dreams”, Journal of General Psychology, 49, 273-282                                                  | articol teoretic foarte original despre vise                                                                                   |
| 1953 | The Meaning of Dreams | |
| 1953 | „A Cognitive Theory of Dream Symbols”, Journal of General Psychology, 48, 169-186                                           | teoria metaforică a simbolurilor viselor                                                                                       |
| 1954 | A Primer of Freudian Psychology                                                                                             | |
| 1957 | Theories of Personality | |
| 1966 | The Content Analysis of Dreams                                                                                              | sistemul de codificare a viselor, în colaborare cu Robert Van de Castle                                                        |
| 1970 | Dreams, Life, and Literature                                                                                                | Kafka |
| 1971 | Personality of a Child Molester                                                                                             | molestatorul de copii |
| 1972 | The Individual and His Dreams                                                                                               | |
| 1973 | A Primer of Jungian Psychology                                                                                              | |
| 1994 | Our Dreaming Mind, de Robert Van de Castle                                                                                  | trecerea în revistă a studiilor lui Hall realizată de colaboratorul său                                                        |
| 1996 | Finding Meaning in Dreams: A Quantitative Approach                                                                          | toate cercetările fiabile cu privire la sistemul de codificare elaborat de Hall/Van de Castle, analizate de G. William Domhoff |
| 1987 | „Calvin Springer Hall (1909-1985)”, American Psychologist, 42, 185                                                          | analiza cercetărilor lui Hall realizată de colegul și prietenul său de lungă durată, Gardner Lindzey.                          |

## Viața sa după pensionare
Potrivit colegilor de la University of California din Santa Cruz, Hall a intrat în semiretragere în 1966 și „s-a consolat cu iubirea lui pentru literatură bună, muzică clasică și operă, a făcut plimbări zilnice pe jos și plimbări cu bicicleta pe țărmul oceanului și și-a îngrijit grădina de flori”. Soția sa, Irene Hannah Sanborn, de care se separase, a murit înaintea lui. El a murit în comitatul Santa Cruz din California, în 1985, la vârsta de 76 de ani din cauza unui cancer. Singurul lui copil, Dovre Hall Busch, i-a supraviețuit.